# Clemens von Ramin
Clemens von Ramin (* 28. Januar 1967 in Hamburg) ist ein deutscher Rezitator, Sprecher und Filmschauspieler.

## Leben und Werk
Clemens von Ramin wuchs in einem musikalisch und humanistisch geprägten Elternhaus auf. Er übte erst den Beruf des Tonmeisters aus, machte später eine Stimm- und Sprechausbildung bei Ingrid Sanne sowie eine Synchronausbildung in den CBS-Studios, beides in Hamburg. Ramin ist Sprecher von Hörbüchern und Dokumentarfilmen, Schauspieler und Rezitator selbst konzipierter Lesungen und Bühnenprogramme.
Seit Herbst 2016 ist er in Günter Grass’ Blechtrommel als Lesung mit Schlagwerkmusik, zusammen mit Ulrike Folkerts als Sprecherin und dem Schlagzeuger Stefan Weinzierl, zu sehen.
Neben seiner Haupttätigkeit als Vorleser und Sprecher sowie Interpret von Hörbüchern ist Ramin auch als Filmschauspieler tätig.

## Hörbücher (Auswahl)
- Bibel
- Aus einem alten Patrizierhause
- Unter den Türmen der alten Burg
- Die Zauberflöte
- Hänsel und Gretel
- Der Mondscheinbär
- Karneval der Tiere
- Pettersson und Findus
- 2015: Mecklenburg-Vorpommern hören.erleben.entdecken, Silberfuchs-Verlag, ISBN 978-3-940665-38-6.

## Programme (Auswahl)
- Mendelssohn – Ein Portrait in Wort und Musik – Zum 200. Geburtstag eines der bedeutendsten deutschen Komponisten tragen der Rezitator Clemens von Ramin und Musiker des Duo Kalinowsky zur Wiederentdeckung seines Vermächtnisses, seiner Persönlichkeit, seiner Briefe und seiner Musik mit einem einzigartigen Programm bei. Die Tiefgründigkeit, Schönheit und Extreme des faszinierenden Lebens Felix Mendelssohn Bartholdys werden in einem fesselnden Dialog zwischen Wort und Musik präsentiert. Musik von Felix und Fanny Mendelssohn, Robert und Clara Schumann – rare Werke für Viola und Klavier, die von Musikern eigens für dieses Programm arrangiert wurden.
- Auf der Suche nach dem Glück – Eine literarische Reise auf der Suche nach dem Glück. Der eine findet es in einem Sommermorgen, der andere in den Armen seiner Liebsten, ein weiterer hinterm Ruder seines Segelschiffes und wieder ein anderer … Clemens von Ramin hat einen literarischen Streifzug in Lyrik und Prosa auf der Suche nach dem Glück zusammengestellt. Gibt es vielleicht sogar ein ganz einfaches Rezept?
- Das Granatarmband – Alexander I. Kuprin – Das Granatarmband erzählt die Geschichte einer verheimlichten Liebe eines bürgerlichen jungen Mannes zur Fürstin Wera Nikolajewna Schein. Seine größte Liebeserklärung lässt der große russische Autor Alexander Kuprin in dieser dichten und an vielseitigen Charakteren reichen Erzählung anhand einer Beethoven-Sonate der Fürstin zukommen. Die großbürgerliche Atmosphäre des vorrevolutionären Russland verbunden mit der majestätischen Schönheit beethovenscher Klavierkomposition macht die Einmaligkeit dieser Verbindung von Literatur und Musik an diesem Abend aus. Lassen Sie sich mitnehmen, auf eine bewegende Reise, auf der Suche nach der wahren Liebe (Lesung/Konzertflügel).
- Sehnsucht nach Heimat – „Es ist nicht gut, keine Heimat zu haben.“ Lyrisch-musikalischer Abend mit Clemens v. Ramin und Ekaterina Doubkova. Heimat und Heimatgeschichten, Heimatliebe und -verlust, aber auch Heimatverachtung gehören zu den großen Themen der Literatur – von Schiller, Heine, Fallersleben bis zu den Autoren der Gegenwart. Clemens von Ramin hat daraus ein Programm aus Erzählungen und Gedichten zusammengestellt. Die russische Pianistin Ekaterina Doubkova begleitet stimmungsvoll diesen bewegenden Themenabend
- Lady Day – Das Leben von Billie Holiday Lesung & Konzert. Sie war eine der bedeutendsten Jazzsängerinnen des 20. Jahrhunderts. Ihre Geschichte eine Achterbahnfahrt. Der Schauspieler und Lektor Clemens von Ramin und der Ausnahmesänger Juliano Rossi erzählen eindrucksvoll und unterhaltsam aus dem Leben dieser großartigen Künstlerin. Einem Leben gezeichnet von Rassenhass, Drogensucht, Prostitution, Erfolg und Verlust.
- Casanova – Ein Streifzug durch die Memoiren eines Mannes, dessen Lebenseinstellung bis heute fasziniert, der Leben und Liebe auf seine Weise genießt und beschreibt – mit klugen, kraftvollen und leisen Tönen.
- Voltaire und Friedrich der Große – Der Briefwechsel zwischen zwei der größten Persönlichkeiten ihres Jahrhunderts beschreibt die legendäre Freundschaft dieser Männer. Friedrich der Große und Voltaire korrespondierten in Briefen, Billets und Gelegenheitsgedichten 42 Jahre lang. Etwa 800 dieser französisch verfassten Schreiben sind überliefert. Sie spiegeln die Seelen, den Ehrgeiz beider Menschen und wurden Kulturgeschichte.
- Thomas Mann – Das große Werk in feinen Partien: Eine Lesung mit Texten aus den Romanen Buddenbrooks, Die Bekenntnisse des Hochstaplers Felix Krull, Joseph und seine Brüder und den Novellen.
- Weihnachten – Lyrik und Prosa zur Weihnachtszeit: Heiteres und Besinnliches, Ernstes und Nachdenkliches von Astrid Lindgren bis Charles Dickens.
- Die Jahreszeiten – Gedichte, Balladen und Prosa klassischer und zeitgenössischer Literatur, abgestimmt auf die vier Jahreszeiten – mit musikalischer Begleitung, z. B. durch Querflöte und Klavier.
- Joachim Ringelnatz – Dem Dasein mit einem Lächeln und Augenzwinkern zugewendet: Turnergedichte, Kindergedichte, Kuddeldaddeldu – was das Ringelnatz-Herz begehrt.

## Filme Auswahl
- 1999: Adelheid und ihre Mörder – Regie: Klaus M. Rohne (Fernsehserie)
- 1999: Zwei Asse und ein König – Regie: Bernd Fischerauer
- 2001: Planet der Kannibalen – Regie: Hans C. Blumenberg
- 2001: In der Mitte des Lebens – Regie: Bernd Fischerauer
- 2001: Alphateam – Regie: Schultze jr.
- 2001: Rettungsflieger – Regie: Thomas Jakob
- 2002: Der Aufstand – Regie: Hans C. Blumenberg
- 2002: Das Duo – Im falschen Leben – Regie: Connie Walter
- 2004: Die letzte Schlacht – Regie: Hans C. Blumenberg
- 2004: Die Rettungsflieger – Regie: Thomas Nikel (Fernsehserie)
- 2005: Doppelspiel – Regie: K.M. Rohne
- 2006: Todesautomatik – Regie: Niki von Stein
- 2007: Zur Sache Lena – Regie: Bernd Fischerauer
- 2008: Die Gustloff – Regie: Joseph Vilsmaier
- 2008: Die Frau aus dem Meer – Regie: Niki von Stein